# Gregor Aichinger
Gregor Aichinger (n. cca. 1565, Regensburg, Germania – d. 21 ianuarie 1628, Augsburg, Germania) a fost un compozitor german.

## Biografie
- James H. Glenn: Gregor Aichinger 1564-1628. UMI, Ann Arbor, Mich. 1982.
- William E. Hetrick: Thetthorough-bass in the works of Gregor Aichinger (1564-1628). UMI, Ann Arbor, Mich. 1969.